# Ría de Muros e Noia
Die Meeresbucht Ría de Muros e Noia ist die nördlichste und kleinste der vier Rías Baixas in der Autonomen Gemeinschaft Galicien im Nordwesten Spaniens. Von den drei südlichen ist sie durch die Halbinsel Barbanza getrennt.

## Lage
Die trichterförmige Ria de Muros e Noia erstreckt sich über eine Länge von ca. 20 km von der Mündung beim Ort Louro bis nach Cando; die maximale Breite beträgt etwa 7 km im Mündungsgebiet.

## Zuflüsse
Im äußersten Norden mündet der Río Entins in die Bucht ein; größter Zufluss ist jedoch der von Nordosten kommende Río Tambre. Daneben gibt es noch den im Stadtgebiet von Noia einmündenden Río de Vilacoba und den nur etwa 10 km langen Río de Bendimón. 

## Orte
- Noia (ca. 15.000)
- Muros (ca. 9.500)
- Porto do Son (ca. 9.000)

## Sehenswürdigkeiten
- Die Kleinstadt Noia hat ein teilweise mittelalterliches Flair und wird als „Schlüssel zu Galizien“ bezeichnet; von hier sind es noch etwa 36 km (Fahrtstrecke) nach Santiago de Compostela.[1]
- Das im Jahr 1984 ausgegrabene Castro de Baroña ist eine eisenzeitliche Festung im Mündungsbereich der Meeresbucht.[2]